# Arceuthobium
- Commons
- Wikispecies

Arceuthobium é um género botânico pertencente à família Santalaceae que inclui 42 espécies de plantas parasitas que têm como hospedeiro membros das famílias Pinaceae e Cupressaceae na América do Norte, América Central, Ásia, Europa e África. Das  42 espécies correntemente aceites, 39 e 21 são endémicas da América do Norte e dos Estados Unidos da América, respectivamente. O género caracteriza-se por ter caules de cor amarelo-esverdeada, brilhante, com raras ramificações secundárias verticiladas e folhas vestigiais, em geral reduzidas a escamas. Em resultado de uma análise filogenética mais detalhada, foi recentemente proposta a redução do número de espécies para apenas 26.
Nas florestas da América do Norte estas espécies são consideradas como uma praga, pois em geral destroem as árvores que infestam.
Existem também várias espécies na Europa e Ásia, incluindo uma das mais diminutas do género, A. minutissimum, que parasita a espécie Pinus wallichiana na cadeia dos Himalaias.

## Espécies
Entre outras, o género inclui as seguintes espécies:
- Arceuthobium abietinum Engelm. ex Munz
- Arceuthobium americanum Nutt. ex Engelm.
- Arceuthobium apachecum Hawksworth & Wiens
- Arceuthobium azoricum  Hawksw. & Wiens
- Arceuthobium blumeri A. Nels.
- Arceuthobium californicum Hawksworth & Wiens
- Arceuthobium campylopodum Engelm.
- Arceuthobium cyanocarpum (A. Nels. ex Rydb.) A. Nels.
- Arceuthobium divaricatum Engelm.
- Arceuthobium douglasii Engelm.
- Arceuthobium gillii Hawksworth & Wiens
- Arceuthobium globosum Hawksw. & Wiens
- Arceuthobium laricis (Piper) St. John
- Arceuthobium littorum Hawksworth, Wiens & Nickrent
- Arceuthobium microcarpum (Engelm.) Hawksworth & Wiens
- Arceuthobium minutissimum
- Arceuthobium monticola Hawksworth, Wiens & Nickrent
- Arceuthobium occidentale Engelm.
- Arceuthobium oxycedri
- Arceuthobium pusillum Peck
- Arceuthobium siskiyouense Hawksworth, Wiens & Nickrent
- Arceuthobium tsugense (Rosendahl) G.N. Jones
- Arceuthobium vaginatum (Humb. & Bonpl. ex Willd.) J. Presl (Syn. Viscum vaginatum Humb. & Bonpl. ex Willd.)